# Antiphoides
Antiphoides là một chi bướm đêm thuộc họ Geometridae.